# Topola
 Ovo je glavno značenje pojma Topola. Za druga značenja pogledajte Topola (razdvojba).
Topola (lat. Populus) je biljni rod iz porodice vrbovki ili Salicaceae.
Stablo topole može narasti u visinu do 35 m, a u promjeru deblo može imati i do 3 m. Raste na vlažnim i svijetlim staništima s dovoljno vode i mineralnih soli. Cvjeta prije listanja.
Jednodomna je biljka. U lipnju vjetar raznosi sjemenke.
Razmnožavati je možemo reznicama.
Njeno drvo koristi se za proizvodnju namještaja i celuloznih vlakana.
Oplemenjene vrste topole koriste se za pošumljavanje vlažnih staništa.
Uzgaja se plantažno.
Dokazano je da topola izlučuje neke tvari koje uništavaju štetne mikroorganizme u zraku, pa je često drvo u parkovima.

## Vrste
1. Populus × acuminata Rydb.
2. Populus adenopoda Maxim.
3. Populus alba L.
4. Populus angustifolia E.James
5. Populus balsamifera L.
6. Populus berkarensis Poljakov
7. Populus × berolinensis K.Koch
8. Populus brandegeei C.K.Schneid.
9. Populus × brayshawii B.Boivin
10. Populus × candicans Aiton
11. Populus × canescens (Aiton) Sm.
12. Populus caspica (Bornm.) Bornm.
13. Populus cataractii Kom.
14. Populus cathayana Rehder
15. Populus ciliata Wall. ex Royle
16. Populus deltoides W.Bartram ex Marshall
17. Populus euphratica Olivier
18. Populus fremontii S.Watson
19. Populus × generosa A.Henry
20. Populus glauca Haines
21. Populus grandidentata Michx.
22. Populus guzmanantlensis A.Vázquez & R.Cuevas
23. Populus × hastata Dode
24. Populus × heimburgeri B.Boivin
25. Populus heterophylla L.
26. Populus × hinckleyana Correll
27. Populus × hopeiensis Hu & H.F.Chow
28. Populus × hybrida M.Bieb.
29. Populus ilicifolia (Engl.) Rouleau
30. Populus × inopina Eckenw.
31. Populus × jackii Sarg.
32. Populus kanjilaliana Dode
33. Populus laurifolia Ledeb.
34. Populus macrocarpa (Schrenk) Pavlov & Lipsch.
35. Populus mexicana Wesm.
36. Populus × moscoviensis R.I.Schröd. ex Wolkenst.
37. Populus nigra L.
38. Populus × ningshanica Z.Wang & S.L.Tung
39. Populus × odorata R.I.Schröd. ex Wolkenst.
40. Populus × parryi Sarg.
41. Populus × petrovskoe R.I.Schröd. ex Wolkenst.
42. Populus × petrovskoe-rasumovskoe R.I.Schröd. ex Wolkenst.
43. Populus pilosa Rehder
44. Populus pruinosa Schrenk
45. Populus pseudosimonii Kitag.
46. Populus × rasumovskoe R.I.Schröd. ex Wolkenst.
47. Populus × rollandii Rouleau
48. Populus × rouleauana B.Boivin
49. Populus simaroa Rzed.
50. Populus simonii Carrière
51. Populus × smithii B.Boivin
52. Populus suaveolens Fisch. ex Poiteau & A.Vilm.
53. Populus tadshikistanica Kom.
54. Populus × tomentosa Carrière
55. Populus tremula L.
56. Populus tremuloides Michx.
57. Populus trichocarpa Torr. & A.Gray ex Hook.

Catalogue of Life: 2019 Annual Checklist:
1. Populus × acuminata
2. Populus adenopoda
3. Populus afghanica
4. Populus alaschanica
5. Populus alba
6. Populus ambigua
7. Populus amurensis
8. Populus angustifolia
9. Populus baileyana
10. Populus balsamifera
11. Populus beijingensis
12. Populus × berolinensis
13. Populus brandegeei
14. Populus × brayshawii
15. Populus canadensis
16. Populus × canescens
17. Populus caspica
18. Populus cataracti
19. Populus cathayana
20. Populus charbinensis
21. Populus ciliata
22. Populus davidiana
23. Populus deltoides
24. Populus euphratica
25. Populus fredroviensis
26. Populus fremontii
27. Populus gamblei
28. Populus girinensis
29. Populus glauca
30. Populus glaucicomans
31. Populus gracilis
32. Populus grandidentata
33. Populus guzmanantlensis
34. Populus haoana
35. Populus × heimburgeri
36. Populus heterophylla
37. Populus × hinckleyana
38. Populus × hopeiensis
39. Populus hsinganica
40. †Populus hyperborea
41. Populus hyrcana
42. Populus ilicifolia
43. Populus × inopina
44. Populus intercurrens
45. Populus intramongolica
46. Populus × jackii
47. Populus jacquemontiana
48. Populus kangdingensis
49. †Populus kansaseana
50. Populus kashmirica
51. Populus keerqinensis
52. Populus krauseana
53. Populus lancifolia
54. Populus lasiocarpa
55. Populus laurifolia
56. Populus luziarum
57. Populus mainlingensis
58. Populus manshurica
59. Populus maximowiczii
60. Populus mexicana
61. Populus minhoensis
62. Populus × moscoviensis
63. Populus nakaii
64. Populus nigra
65. Populus × ningshanica
66. Populus pamirica
67. Populus × parryi
68. Populus petrowskiana
69. Populus pilosa
70. Populus platyphylla
71. Populus pruinosa
72. Populus przewalskii
73. Populus pseudoglauca
74. Populus pseudomaximowiczii
75. Populus pseudosimonii
76. Populus pseudotomentosa
77. Populus purdomii
78. Populus qamdoensis
79. Populus qiongdaoensis
80. Populus rasumowskiana
81. Populus rogalinensis
82. Populus rotundifolia
83. Populus × rouleauana
84. Populus schneideri
85. Populus shanxiensis
86. Populus sieboldii
87. Populus simaroa
88. Populus simonii
89. Populus × smithii
90. Populus steiniana
91. Populus suaveolens
92. Populus szechuanica
93. Populus talassica
94. Populus tianschanica
95. †Populus tidwellii
96. Populus × tomentosa
97. Populus tremula
98. Populus tremuloides
99. Populus trinervis
100. Populus tristis
101. Populus violascens
102. Populus wenxianica
103. Populus wettsteinii
104. Populus wilsonii
105. Populus wuana
106. Populus wulianensis
107. Populus xiangchengensis
108. Populus xiaohei
109. Populus yatungensis
110. Populus yuana
111. Populus yunnanensis